# Perijákolibri
Der Perijákolibri (Coeligena consita) ist ein Seglervogel in der Familie der Kolibris (Trochilidae), der in Venezuela und in Kolumbien vorkommt. Der Bestand wird von der IUCN als „stark gefährdet“ (Endangered) eingestuft.

## Merkmale

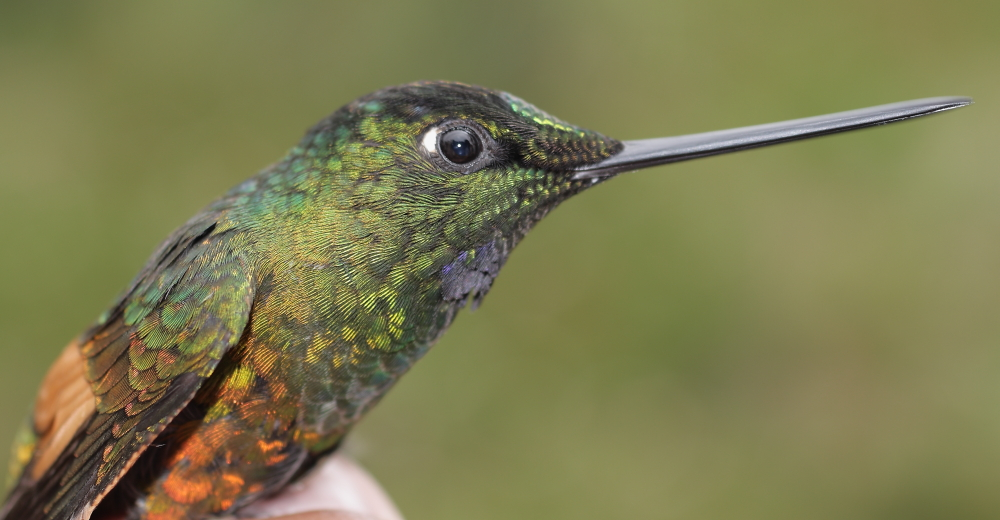
Perijákolibri ♀

Der Perijákolibri erreicht eine Körperlänge von etwa 11,0 cm, wobei der schwarze Schnabel 3,0 cm ausmacht. Bei Männchen glitzert der vordere Oberkopf grün und der Oberkopf ist schwärzlich. Hinter den Augen hat er einen weißen Punkt. Der obere Rücken glänzt dunkelgrün und geht am Bürzel ins grünlich kupferfarben bis goldorange über. Die Kehle und die Brust sind glitzernd grün mit einem kleinen zentralen tiefblauen Kehlfleck. Der Bauch und der hintere Bereich der Unterseite glitzern kupferfarben bis feurig oder rötlich goldfarben. Dabei hat er dunkle Flügel mit einem auffälligen rötlichen Fleck an den Schirmfedern. Der Schwanz ist leicht gegabelt, die Steuerfedern sind goldbronzegrün. Das Weibchen hat einen gelbbraun orangen Hinteraugenfleck, doch sieht dieser auf Bildern eher weiß aus. Es ist unklar, ob dies auf Altersvariationen zurückzuführen ist. Die Oberseite leuchtet grün, der Bürzel goldorange. Die Kehle ist einfarbig gelbbraun mit grünen Flecken an den Seiten. Die Unterseite wirkt überwiegend zimtfarben, der Bauch weist glitzernde feuergoldene Flecken auf und die untere Unterseite ist nicht gefleckt mit einer kupferfarbenen Goldtönung. Jungtiere ähneln den Weibchen. Die Augen beider Geschlechter sind schwarz. Die Beine sind gräulich bis gräulich pink mit schwarzen Krallen.

## Lautäußerungen
Der Gesang des Perijákolibris ist bisher unbeschrieben und es gibt bisher nur wenige bis keine Aufnahmen seines Gesangs.

## Fortpflanzung
Die Brutbiologie des Perijákolibris ist bisher nicht erforscht. Er ist vermutlich polygam wie die meisten Kolibris.

## Verhalten und Ernährung
Der Perijákolibri fliegt die Blüten in den niedrigen und mittleren Straten an. Dabei sticht er oft mit seinem langen geraden Schnabel nach oben in die Blüten. Er fängt durch gezielte Jagd Gliederfüßer oder sammelt diese vom Laub ab. Zu seinen weiteren Nektarquellen gehören Bomarien, Cavendishia, Fuchsien, Macleonia, Mutisia und Palicourea. Außerdem gehören kleine Insekten zu seiner Nahrung. Der Perijákolibri ist ein Einzelgänger.

## Verbreitung und Lebensraum

Verbreitungsgebiet des Perijákolibris (grün)

Der Perijákolibri bewohnt feuchte Wälder, Waldränder und Gärten. Ebenso ist er in Elfenwäldern und offenen Flächen in höheren Lagen beobachtet worden. Sein Verbreitungsgebiet ist auf die Sierra de Perijá an der kolumbianisch/venezolanischen Grenze beschränkt. Er bewegt sich in Höhenlagen von 1400 bis 3200 Metern, meist aber zwischen 2550 und 3100 Metern.

## Unterarten
Der Perijákolibri gilt als monotypisch. Lange Zeit wurde er als Unterart des Goldbauchkolibris (Coeligena bonapartei (Boissonneau, 1840)) betrachtet. Die Trennung beider Arten wurde aufgrund morphologischer Unterschiede und der enormen räumlichen Trennung vorgenommen.
Mitochondriale-DNA-Untersuchungen weisen darauf hin, dass der Goldbauchkolibri und der Perijákolibri Allele mit dem Rosenbauchkolibri teilen. Weitere Untersuchungen sind erforderlich, um die genauen Verwandtschaftsverhältnisse zu klären.

## Etymologie und Forschungsgeschichte
Die Erstbeschreibung des Perijákolibris erfolgte 1952 durch Alexander Wetmore und William Henry Phelps, Jr. unter dem wissenschaftlichen Namen Coeligena bonapartei consita. Das Typusexemplar stammte aus der Sierra de Perijá. Im Jahr 1833 führte René Primevère Lesson die Gattung Coeligena ein. Das Wort Coeligena leitet sich aus den lateinischen Wörtern coelum bzw. caelum für „Himmel“ und genus für „Nachkomme“ ab. Lesson selbst nannte die gleichnamige Art auch Ornismye Fille du Ciel, also Tochter des Himmels. Der Artname consita leitet sich vom lateinischen consitus, conserere für „gepflanzt, gesät, pflanzen“ ab.